# Otto Tiersch
Otto Tiersch, född den 1 september 1838 i Kalbsrieth, död den 1 november 1892 i Berlin, var en tysk musikteoretiker.
Tiersch, som var musiklärare i Berlin, sökte i sina skrifter göra Helmholtz upptäckter angående hörselförnimmelserna fruktbärande för harmoniläran och uppställde ett eget harmonisystem, som dock inte innebar något synnerligt framsteg utöver Moritz Hauptmanns ståndpunkt. 
Bland Tierschs arbeten kan framhållas System und Methode der Harmonielehre (1868), Allgemeine Musiklehre (1885; tillsammans med Ludwig Erk) och Rhytmik, Dynamik und Phrasierungslehre (1886).